# راسيل جونز (لاعب كريكت)
راسيل جونز (21 سبتمبر 1980 - ) (بالإنجليزية: Russell Jones)‏ هو لاعب كريكت بريطاني.